# Берёзовка (Берёзовское сельское поселение, Орловская область)
Берёзовка — деревня в Дмитровском районе Орловской области. Входит в состав Берёзовского сельского поселения.

## География
Расположена на ручье — левом притоке реки Расторог. В верховье ручья находится пруд.

## История
Упоминается с 1-й половины XVII века среди селений Радогожского стана Комарицкой волости Севского уезда. В середине XVII века Берёзовка была приписана к Девятинскому острогу. Местные жители могли укрываться в этой крепости во время набегов крымских татар, а также должны были поддерживать её в обороноспособном состоянии.
В 1705 году в деревне было 24 двора, проживало 134 души мужского пола (в том числе 50 недорослей, 10 человек на военной службе). В 1707 году в Берёзовке было 25 дворов, проживало 126 душ мужского пола (в том числе 47 недорослей).
По данным 3-й ревизии 1763 года в деревне проживало 515 человек (250 мужского пола и 265 женского). По данным 4-й ревизии 1782 года — 585 крестьян (278 мужского пола и 307 женского), 20 солдатских жён и детей (1 мужского пола и 19 женского) — всего 605 человек. В сентябре 1788 года было проведено генеральное межевание, по которому была определена граница между землями крестьян Берёзовки и соседних селений. По данным 5-й ревизии 1796 года в деревне проживало 563 крестьянина (263 мужского пола и 300 женского), 5 малороссов (3 мужского пола и 2 женского) — всего 568 человек.
В апреле 1797 года по указу Павла I 22 семьи (87 душ мужского пола) в Берёзовке были пожалованы корнету Павлу Онуфриевичу Гамову. Во владение имением П. О. Гамова вступил его брат — отставной корнет Иван Онуфриевич Гамов. В том же году в деревне получили имения корнет Аввакум Лазинков (100 д.м.п.) и корнет лейб-гвардии гусарского полка Иван Иануариевич Рышков (67 д.м.п.).
С 1802 года в составе Дмитровского уезда Орловской губернии.
В 1866 году в бывшей частично владельческой, частично удельной деревне Берёзовке было 53 двора, проживал 701 человек (352 мужского пола и 349 женского), действовали 2 маслобойни. Население деревни было приписано к приходу Воскресенского храма села Упорой. В 1877 году в Берёзовке было 103 двора, проживало 677 человек. В то время деревня входила в состав Упоройской волости Дмитровского уезда. В конце XIX века, после упразднения Упоройской волости, Берёзовка вошла в состав Домаховской волости.
В 1894 году в Берёзовке было 109 дворов, проживало 757 человек. В то время часть земли в деревне принадлежала государству, часть — помещикам Гамову, Жахову и Рыжкову. В 1897 году в Берёзовке проживало 750 человек (346 мужского пола и 404 женского), всё население исповедовало православие.
По данным 1897—1910 годов землёй в деревне владели помещики Арсеньев, М. П. Володзько, С. И. Коренев, Портнов, Шевяков. По данным 1905—1910 годов в Берёзовке действовали 2 водяных мельницы и винная лавка.
В Первой мировой войне участвовали жители Берёзовки: Аникушин Михаил Андреевич (1895), Аникушин Фёдор Иванович, Боенков Борис Фёдорович, Боенков Василий Георгиевич, Боенков Семён Павлович, Бурков Алексей Никитич (1894), Бурков Кузьма Дмитриевич (1891), Гринев Григорий Алексеевич, Гринев Максим Алексеевич, Гринев Фёдор Филиппович (1893), Журавлёв Василий Афанасьевич, Журавлёв Игнатий Герасимович, Иванов Степан Петрович (1883), Масалкин Филипп Петрович, Соловьёв Василий Дмитриевич и другие.
В 1926 году в деревне было 138 хозяйств (в т. ч. 135 крестьянского типа), проживало 698 человек (304 мужского пола и 394 женского), действовали школа 1-й ступени и кооперативное торговое заведение III разряда. В то время Берёзовка была административным центром Берёзовского сельсовета Круглинской волости Дмитровского уезда.
С 1928 года в составе Дмитровского района. В 1937 году в деревне было 143 двора.
Во время Великой Отечественной войны, с октября 1941 года по август 1943 года, находилась в зоне немецко-фашистской оккупации.
До середины 1950-х годов в деревне действовал колхоз «Красный Орёл». 18 июля 1975 года административный центр Берёзовского сельсовета был перенесён из Берёзовки в село Девятино.

## Население
| 1866 | 1877 | 1897 | 1926 | 1979 | 2002 | 2010 |
| ---- | ---- | ---- | ---- | ---- | ---- | ---- |
| 701  | ↘677 | ↗750 | ↘698 | ↘175 | ↘67  | ↘19  |

## Памятник истории
На северо-западной окраине деревни находится братская могила советских воинов, погибших в боях с фашистскими захватчиками во время Великой Отечественной войны. Перезахоронения проводились из:  п. Августовский, п. Алексеевский, д. Власовка, п. Высокий, с. Девятино, п. Никольский, п. Промклевец, п. Савица, п. Социализм, п. Субботовский, п. Ульяновский, д. Холчевка, п. Юринский.